# Paß Thurn
Paß Thurn är ett bergspass i Österrike.   Det ligger i förbundslandet Salzburg, i den centrala delen av landet, 300 km väster om huvudstaden Wien. Paß Thurn ligger 1 459 meter över havet.
Terrängen runt Paß Thurn är bergig åt sydost, men åt nordväst är den kuperad. Terrängen runt Paß Thurn sluttar söderut. Närmaste större samhälle är Mittersill, 7,3 km sydost om Paß Thurn. 
Omgivningarna runt Paß Thurn är en mosaik av jordbruksmark och naturlig växtlighet. Runt Paß Thurn är det ganska glesbefolkat, med 34 invånare per kvadratkilometer.